# Iepurești
Iepurești è un comune della Romania di 1 922 abitanti, ubicato nel distretto di Giurgiu, nella regione storica della Muntenia.
Il comune è formato dall'unione di 6 villaggi: Bănești, Chirculești, Gorneni, Iepurești, Stâlpu, Valter Mărăcineanu.